# Laciris pelagica
Genre
Espèce
Synonymes
- Micropanchax pelagicus (Worthington, 1932)[1]

Statut de conservation UICN

 LC  : Préoccupation mineure
Laciris pelagica, unique représentant du genre Laciris, est une espèce de poissons de la famille des Poeciliidae et qui est endémique du lac Albert situé entre l'Ouganda et la République démocratique du Congo.

## Systématique
L'espèce Laciris pelagica a été initialement décrite en 1932 par l'ichtyologiste britannique Edgar Barton Worthington (1905-2001) sous le protonyme de Haplochilichthys bukobanus pelagicus.
En 1982, l'ichtyologiste français Jean Henri Huber (d) crée le genre Laciris pour l'y classer.

## Description
Laciris pelagica mesure jusqu'à 8 cm. C'est un poisson de surface qui se rencontre dans les eaux libres et profondes du lac Albert.

## Publications originales
- Genre Laciris :
  - (en) Jean Henri Huber, « A review of cyprinodont fauna of the coastal plain in Rio Muni, Gabon, Congo, Cabinda and Zaire with taxonomic shifts in Aphyosemion, Epiplatys and West African procatopodins », British Killifish Association Publication,‎ novembre 1981, p. 1-46.
- Espèce Laciris pelagica (sous le protonyme de Haplochilichthys bukobanus pelagicus) :
  - (en) E. Barton Worthington, « Scientific results of the Cambridge Expedition to the East African lakes, 1930-1. --2. Fishes other than Cichlidae », Journal of the Linnean Society of London, Zoology, Londres, vol. 38, no 258,‎ 18 octobre 1932, p. 121-134 (ISSN 0368-2935, lire en ligne).